# Causse-de-la-Selle
Causse-de-la-Selle är en kommun i departementet Hérault i regionen Occitanien i södra Frankrike. Kommunen ligger i kantonen Saint-Martin-de-Londres som tillhör arrondissementet Lodève. År 2022 hade Causse-de-la-Selle 443 invånare.

## Befolkningsutveckling
Antalet invånare i kommunen Causse-de-la-Selle
Referens:INSEE